# PSR J0855-4644
PSR J0855-4644 és un púlsar de la constel·lació de la Vela. Podria estar associat amb el romanent RX J0852.0-4622.